# Eutrypanus mucoreus
Eutrypanus mucoreus är en skalbaggsart som först beskrevs av Bates 1872. Eutrypanus mucoreus ingår i släktet Eutrypanus och familjen långhorningar.
Artens utbredningsområde är:
- Costa Rica.
- Guatemala.
- Honduras.
- Nicaragua.
- Panama.
- Venezuela.

Inga underarter finns listade i Catalogue of Life.